# Rockismus
Rockismus bezeichnet eine zum Klischeebild erstarrte Form von männlich geprägter Rockmusik, deren Formenrepertoire traditionalistisch  geprägt ist. Musikalisch werden hauptsächlich Blues-Rock-Schema und klassische Song-Struktur mit Strophe und Refrain eingesetzt. Die authentische und expressive Darstellung von Emotionalität gilt als Zentrum künstlerischen Schaffens. Streckenweise wird im Rockismus auch spieltechnische Virtuosität demonstriert. Rockröhren-Stimme und exzessives E-Gitarren-Solo gelten als Garant ehrlicher Rockmusik. Stiefel, Jeans und Leder-Kluft bestimmen das Outfit.
Rockismus ist ein Begriff der Kritik. Anhänger rockistischer Rockmusik verstehen sich nicht selbst als „Rockisten“, sondern als Blues-Liebhaber, Rockmusiker, Heavy-Metal-Fans o. Ä. Der Begriff des Rockismus ist ein Konstrukt, um unterschiedliche Facetten der Rockmusik-Kultur zum Zwecke der Kritik sozialpsychologisch zu typologisieren, künstlerisch zu schematisieren und vereinfachend zusammenzufassen. Der Begriff des Rockismus bildete sich Anfang der 1980er Jahre nach Punk in der britischen Musikpresse. Kritik an den Stilmitteln und den Leitbildern traditionalistisch geprägter Rockmusik wird von verschiedenen Seiten vertreten. Die flüchtige und Mode-Strategien verfolgende Popmusik kritisiert beispielsweise die rockistische Auffassung von Authentizität. Hip-Hop durchbrach mittels Montage und Sampling die tradierten Formen von Song und Rockmusik-Gruppenbesetzung. Im Feminismus wird u. a. der heterosexuell ausgerichtete dominante Habitus im Rockismus als Machismus kritisiert.